# Commerden
Commerden ist ein Weiler im südlichen Stadtgebiet von Erkelenz (Kreis Heinsberg). Seit 1972 bildet es einen Stadtteil von Erkelenz.

## Geografie
Commerden liegt am Rand der Erkelenzer Börde. Südwestlich beginnt die Baaler Riedellandschaft.

## Lage
Im Norden liegt die Stadt Erkelenz, im Osten liegt Bellinghoven, im Süden liegt Genehen und im Westen liegt der Weiler Scheidt.

## Geschichte
Im Jahre 1480 wurde Koemerten erstmals urkundlich erwähnt. 1563 wurde die Siedlung Comerten genannt. Der Name leitet sich von dem lateinischen Wort commenda (= ausgesondertes Herrenland) oder condominium (= mehreren Herren gehörendes Land) ab.

## Sehenswürdigkeiten

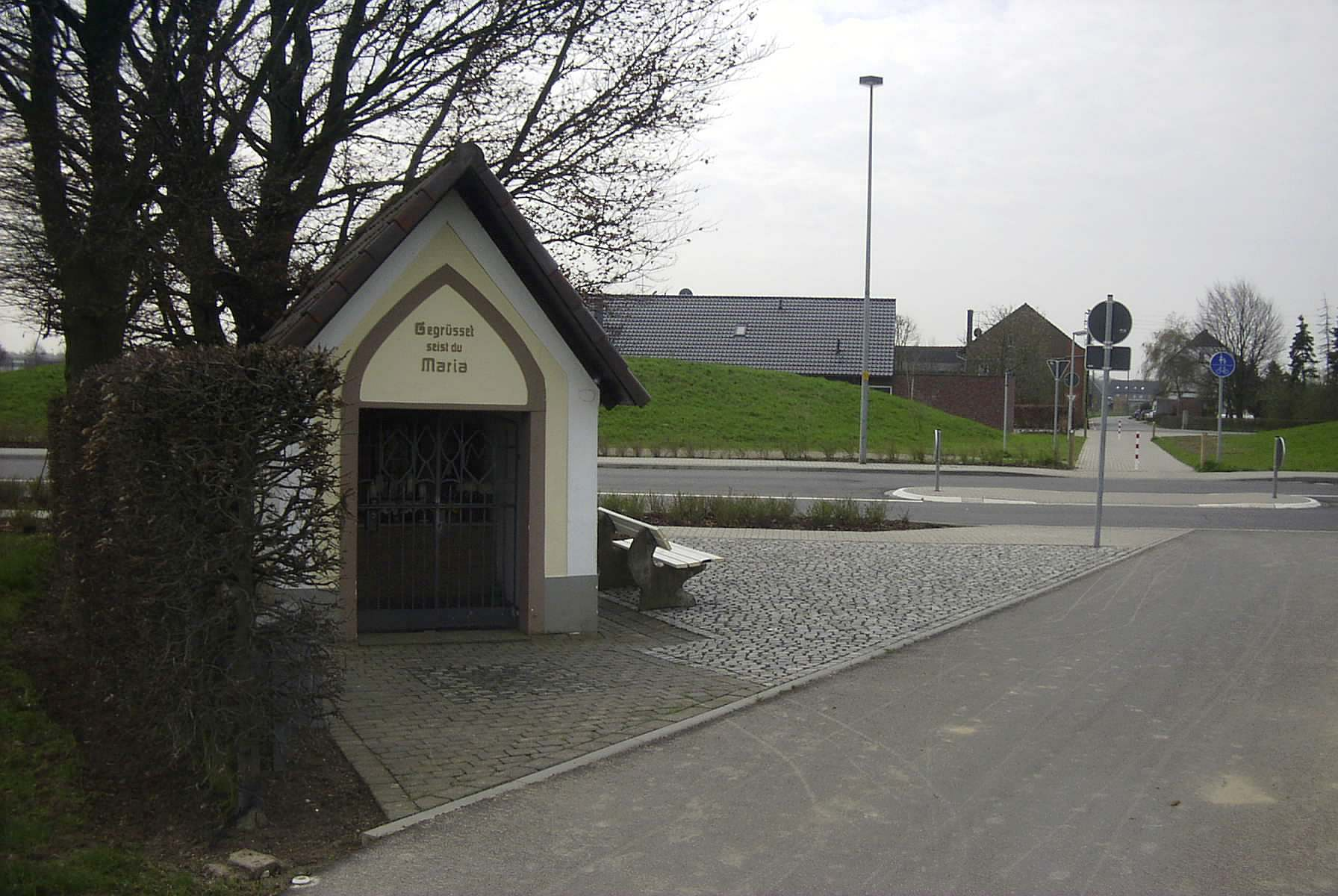
Kapellchen Commerden

Das Commerdener Kapellchen aus dem 19. Jahrhundert ist der Gottesmutter Maria geweiht. Ursprünglich stand es inmitten der Feldflur, heute aber im Gewerbegebiet GIPCO.

## Religion
Die Bevölkerung ist mehrheitlich katholisch.

## Verkehrsanbindungen
Im Westen verläuft die Bundesstraße 57 direkt am Ort vorbei. Im Norden befindet sich die Anschlussstelle Erkelenz Süd an der A 46.
Im Osten liegt in einiger Entfernung die Bahnstrecke Aachen–Mönchengladbach in einer künstlichen Schlucht.